# Unité urbaine de Carbonne
L'unité urbaine de Carbonne est une unité urbaine française centrée sur la commune de Carbonne, dans le département de Haute-Garonne, en région Occitanie.

## Données globales
Dans le zonage réalisé par l'Insee en 2010,  l'unité urbaine de Carbonne était composée de deux communes, situées dans l'arrondissement de Muret, subdivision administrative du département de la Haute-Garonne.
Dans le nouveau zonage réalisé en 2020, elle est composée des deux mêmes communes.
En 2022, avec 6 626 habitants, elle représente la 8e unité urbaine du département de la Haute-Garonne.
En 2022, sa densité de population s'élève à 146 hab/km2. Par sa superficie, elle représente 0,72 % du territoire départemental et, par sa population, elle regroupe 0,46 % de la population du département de la Haute-Garonne.

## Composition 2020 de l'unité urbaine
Elle est composée des deux communes suivantes :
| Nom                     | Code Insee | Département   | Statut       | Superficie (km2) | Population (dernière pop. légale) | Densité (hab./km2) | Modifier                                    |
| ----------------------- | ---------- | ------------- | ------------ | ---------------- | --------------------------------- | ------------------ | ------------------------------------------- |
| Carbonne (ville-centre) | 31107      | Haute-Garonne | ville-centre | 26,59            | 5 650 (2022)                      | 212                | modifier les données · modifier les données |
| Marquefave              | 31320      | Haute-Garonne | banlieue     | 18,92            | 976 (2022)                        | 52                 | modifier les données · modifier les données |

## Évolution démographique
| 1968  | 1975  | 1982  | 1990  | 1999  | 2010  | 2015  | 2022  |
| ----- | ----- | ----- | ----- | ----- | ----- | ----- | ----- |
| 3 792 | 3 753 | 4 228 | 4 567 | 4 542 | 6 236 | 6 499 | 6 626 |

#### Données générales
- Unité urbaine en France
- Aire d'attraction d'une ville
- Liste des unités urbaines de France

#### Données démographiques en rapport avec l'unité urbaine de Carbonne
- Aire d'attraction de Toulouse
- Arrondissement de Muret

#### Données démographiques en rapport avec la Haute-Garonne
- Démographie de la Haute-Garonne